# 安達露西亞組
安達露西亞組是由日本演藝經紀公司「傑尼斯事務所」旗下藝人代表，表演同公司前輩近藤真彥的歌曲《安達露西亞的憧憬》，而形成的特別組合。又被稱作『傑尼斯四大舞王』。

## 成員
- 少年隊
  - 東山紀之
- KinKi Kids
  - 堂本光一
- 瀧與翼
  - 今井翼
- 已退社
  - 赤坂晃（前光GENJI）

2007年10月28日因持有禁藥被捕，遭解雇退社

## 樂曲
- 「安達露西亞的憧憬」
  - 收錄於近藤真彥專輯「MATCHY TRIBUTE」